# 岡山県立岡山瀬戸高等支援学校
岡山県立岡山瀬戸高等支援学校（おかやまけんりつ おかやませとこうとうしえんがっこう）は、岡山県岡山市東区に所在する高等部単独の特別支援学校である。2009年（平成21年）4月に開校した。

## 概要
本校は、岡山県内全域を通学区域としており、1学年あたりの定員は40名である。職業教育に重点を置いたカリキュラムが編成されており、「ものづくりコース」「流通サービスコース」「食品コース」「福祉コース」の4つのコースが設置されている。また、生徒は3年間を通して清掃、接客・マナーなどの基本的な職業スキルについても学ぶ。
入学者の選考は、調査書、学力検査（国語・数学）、作業能力検査、面接により総合的に判定される。

## 沿革
- 2008年（平成20年）1月 - 設置方針が発表される。
- 2008年（平成20年）4月 - 県立瀬戸南高等学校内に開校準備事務局を設置。
- 2008年（平成20年）5月 - 校名の公募を実施。
- 2008年（平成20年）6月 - 学校説明会を開催。入学者選抜実施大要および学校概要を発表。
- 2008年（平成20年）7月 - 教育相談を実施。
- 2008年（平成20年）8月 - 校名が内定。
- 2008年（平成20年）9月 - 教育課程編成協力者会議を開催。
- 2008年（平成20年）10月 - 入学者選抜実施要項を発表。
- 2008年（平成20年）11月 - 教育相談を実施。
- 2008年（平成20年）12月 - 学校が設置され、初代校長として岡本啓が着任。出願および入学者選抜を実施。
- 2009年（平成21年）2月 - 平成20年度校舎改修工事が竣工。
- 2009年（平成21年）4月 - 開校。第1期生40名が入学。
- 2009年（平成21年）12月 - 平成21年度校舎改修工事が竣工。
- 2012年（平成24年）3月 - 第1回卒業式を挙行。
- 2013年（平成25年）4月 - 第2代校長として加藤律子が着任。
- 2016年（平成28年）4月 - 第3代校長として藤井真理子が着任。
- 2016年（平成28年）11月 - 平成28年度優良PTAとして文部科学大臣表彰を受賞。
- 2018年（平成30年）4月 - 第4代校長として土居隆博が着任。
- 2018年（平成30年）11月 - 創立10周年記念式典を挙行。
- 2019年（平成31年）1月 - 平成30年度キャリア教育優良校として文部科学大臣表彰を受賞。
- 2021年（令和3年）4月 - 第5代校長として仲達啓一が着任。
- 2025年（令和7年）4月 - 第6代校長として金井敏美が着任。

## 部活動
- パソコン部[3]
- 音楽部
- 美術部
- 囲碁将棋部
- ソフトボール部
- 陸上部
- バドミントン部
- 卓球部
- サッカー部
- ダンス部

## 生徒数
令和7年度（2025年）
- 1年生：38名
- 2年生：40名
- 3年生：35名
- 全学年：113名
- 教職員：63名

## 所在地
〒709-0854 岡山県岡山市東区瀬戸町江尻1326

## アクセス
- JR山陽本線「瀬戸駅」から徒歩20分
- 宇野バス「沖下」停留所から徒歩5分